# Adelaide de Orleães
Eugênia Adelaide Luísa de Orleães (em francês:  Eugène Adélaïde Louise d'Orléans, Paris, 23 de agosto de 1777 - Paris, 31 de dezembro de 1847) foi uma princesa francesa. Era filha de Luís Filipe II, Duque de Orleães, também conhecido como "Philippe Égalité", com sua esposa a princesa Luísa Maria Adelaide de Bourbon, e irmã do rei Luís Filipe I de França.

## Biografia
Adelaide foi criada de acordo com os princípios liberais de sua governanta, Madame de Genlis, princípios que também se tornaram sua própria convicção política. Ela recebeu uma excelente, mas também muito dura e árdua educação. Ela estava profundamente ligada a sua governanta, e a exigência de sua mãe de que Madame de Genlis fosse substituída, embora sem sucesso, era supostamente motivo de grande preocupação para ela. Cogitou-se a possibilidade de Adelaide casar-se com o duque de Angoulême, mas os planos foram impedidos pela rainha Maria Antonieta, que estava a arquitetar o casamento entre o duque de Angoulême e sua filha, a princesa Maria Teresa Carlota. Mais tarde, também foi cogitado o casamento entre Adelaide e o duque de Berry, que também não veio a concretizar-se.

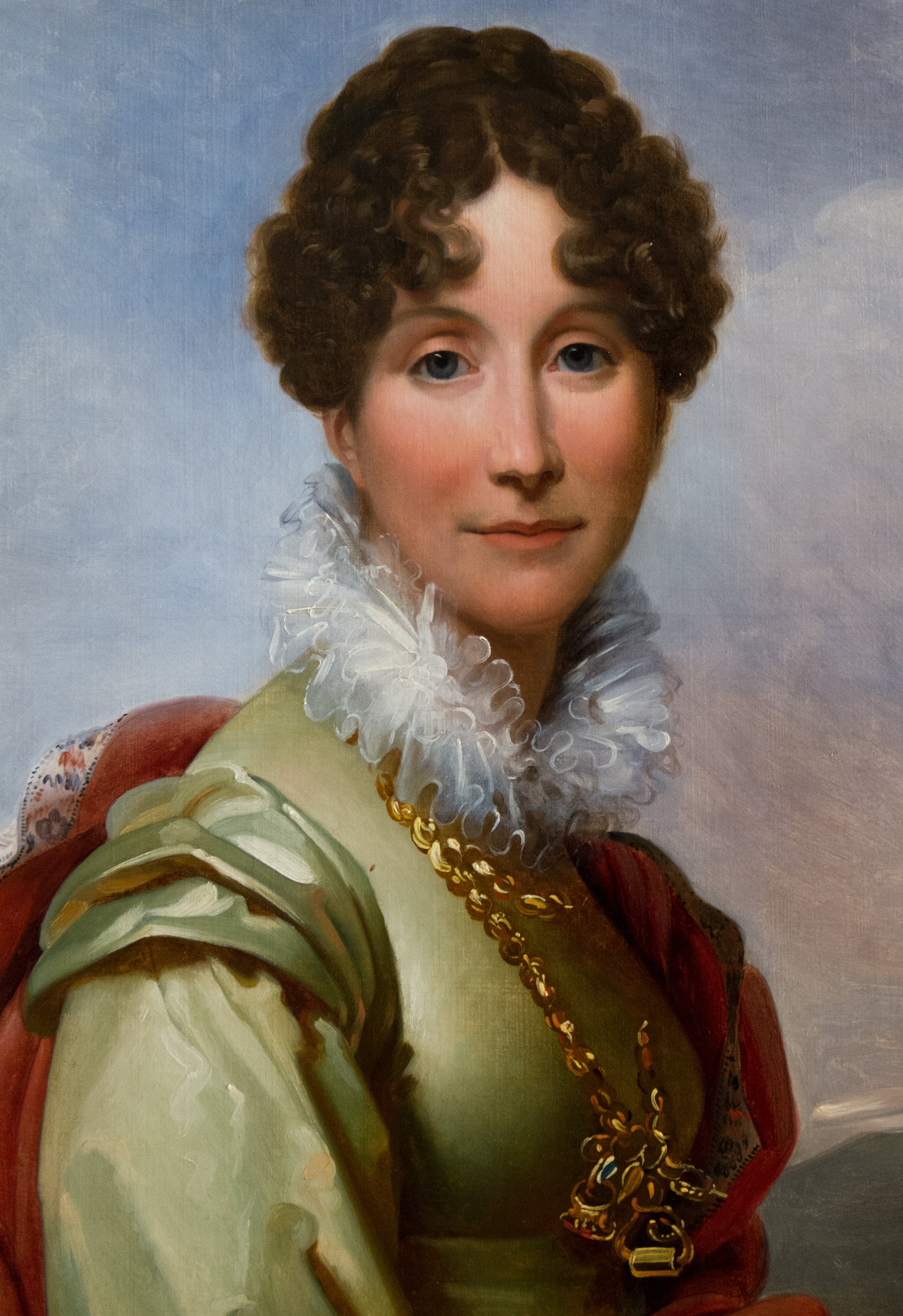
Adelaide por François Gérard

Durante a Revolução Francesa, seu pai pediu a Madame de Genlis para levar Adelaide até a Inglaterra para a sua segurança. No ano seguinte, ele as convocou de volta para impedir que o nome de Adelaide fosse colocado na lista de emigrados. Quando chegaram, no entanto, Madame de Genlis descobriu que Adelaide já estava na lista e que seu pai, cuja situação política se tinha deteriorado, pediu-lhe para tomar Adelaide fora do país novamente. Em 1792, deixou a França com Madame de Genlis em direção aos Países Baixos Austríacos e depois para a Suíça, onde foi colocada num convento em Bremgarten. Durante o período do terror seu pai foi guilhotinado, e sua mãe exilada na Espanha. Em 1794, Adelaide mudou-se para a casa de sua tia, a princesa de Conti. Elas se mudaram para a Baviera em 1798 e depois para Bratislava, e em 1801, ela se juntou a sua mãe em Barcelona, na Espanha.
Em 1814, após a queda de Napoleão Bonaparte, Adelaide e sua família voltaram para Paris e se estabeleceram no Palais Royal. Durante o período da chamada Restauração Bourbon, o Palais Royal foi descrito como o centro da vida social da alta sociedade na capital. Por causa de suas idéias liberais, causou intrigas entre os Orleães e os Bourbons reinantes, particularmente com Maria Teresa da França, filha de Luís XVI da França. Em seu apartamento no Palais Royal, Adelaide hospedou um salão que se tornou o centro da oposição liberal para o regime, e por meio de sua grande fortuna pessoal, ela apoiou a imprensa liberal e vários atores, políticos, artistas, intelectuais e figuras influentes para reunir apoio para seu irmão, entre eles o diplomata francês Talleyrand.
Quando seu irmão Luís Filipe se tornou rei dos franceses no reinado conhecido como Monarquia de Julho, Adelaide visitava-o diariamente, discutia assuntos do estado e da família com ela, e seguia seus conselhos. Sua morte foi, portanto, considerada como uma grande perda, não só emocional, mas também uma perda política.
Adelaide morreu em 31 de dezembro de 1847, dois meses antes da abdicação de Luís Filipe em 24 de fevereiro de 1848. Ela está enterrada na necrópole da família Orleães na Capela Real de Dreux.